# Dr. Funk
Dr. Funk es el nombre de un cóctel alcohólico desarrollado en el siglo XIX por el médico tropical alemán Bernhard Funk en Samoa como medicina tropical.

## Historia
Han sobrevivido varias versiones ligeramente diferentes: Los elementos básicos son absenta, ron y jarabe de granada, además de limones y zumo de lima. Bernhard Funk compartió la receta con amigos de la Polinesia Francesa, y el cóctel se impuso en toda la región oceánica, empezando por Tahití. La bebida se convirtió así en el modelo de los "cócteles de los Mares del Sur" que empezaron a surgir en los años veinte y se popularizaron en los cincuenta. Por ello, se considera la "madre de todos los cócteles". De los cócteles actualmente populares, el "Zombie" es el que más se le parece en composición. El Dr. Funk es el único cóctel que se creó realmente en Oceanía (en la Polinesia). Tradicionalmente, se sirve en un vaso de cerveza Pilsner. Sin embargo, en relación con la moda Tiki, también se utilizaron y se utilizan imaginativos recipientes para beber. A través de diversas exposiciones y publicaciones, la bebida ha recuperado popularidad recientemente.